# Here We Go Again (Demi Lovato-album)
A Here We Go Again Demi Lovato amerikai énekes második stúdióalbuma, mely 2009. július 21-én jelent meg a Hollywood Records gondozásában. A Don’t Forget (2008) című albummal ellentétben itt nem működött közre a Jonas Brothers, hiszen Demi más személyekkel is szeretett volna dolgozni. Olyan dalszerzőkkel és producerekkel készített így dalokat, mint E. Kidd Bogart, Gary Clark, Toby Gad, John Mayer, Jon McLaughlin és Lindy Robbins. Producerként főleg John Fields munkálkodott, éppúgy, mint az előző lemezen. For the Love of a Daughter című szerzeményét William Beckett énekessel írta, viszont tartalma túl komoly volt (apjával való kapcsolatáról szól) fiatal közönségéhez, így nem került fel az albumra. Harmadik lemezére, az Unbroken-re viszont felkerült.
A Here We Go Again pop-rock műfajra épül, R&B és szintipop elemekkel vegyítve. Lovato célja az volt, hogy az új lemez kevésbé rockosabb, viszont annál inkább érett legyen, ehhez méltó hangzásvilággal és dalszöveggel. A kritikusok pozitívan fogadták az albumot, hiszen a hangi manipulációk helyett bízott saját hangjában. Egyes kritikusok túlzottan Kelly Clarkson-szerűnek érezték a munkát. A megjelenés hetében 108 000 példányban kelt el az Egyesült Államokban, így a Billboard 200 első helyén debütált. Azóta 480 000-es eladási számmal büszkélkedhet. Remekül teljesített Ausztrália, Brazília, Kanada, Görögország, Mexikó, Új-Zéland és Spanyolország albumlistáin is.
Két kislemez került ki a Here We Go Again-ről. A címadó dal 2009 júniusában került kiadásra, és ez volt Demi első dala, mely a Billboard Hot 100 top 40 részlegébe jutott, 15. helyezéssel. A Remember December 2010 januárjában jelent meg világszinten, de a brit kislemezlistás 80. helyezésétől eltekintve nem ért el komoly sikereket. A Gift of a Friend című dal promóciós kislemezként jelent meg 2009 decemberében jelent meg a Csingiling és az elveszett kincs című film filmzenéjeként. Lovato 2009-es nyári turnéján az album dalait adta elő.

## Háttér
Lovato-t a Disney Channel fedezte fel egy dallasi meghallgatáson. A Szól a csengő című sorozatban mutatkozott be ugyanebben az évben. Jelentkezett a Jonas című sorozatba is, viszont nem került be a szereplők közé. Ennek ellenére felvették a Rocktábor-ba, miután énektudásával meggyőzte a vezetőséget. Ugyanezen a napon jelentkezett a Sonny, a sztárjelölt-be, ahonnan szintén nyertesként került ki. Az énekes első albumán, a Don’t Forget-en főleg a Jonas Brothers dolgozott producerként. A dalszerzés folyamata a Roctábor forgatása során vette kezdetét, majd a Look Me in the Eyes turnén folytatódott 2008-ban. Lovato albumával zenészként akart bemutatkozni, nem csak „a lány a Rocktábor-ból” akart lenni. Szórakozni akart a lemezén, viszont komolyabb témákat is szándékában állt feldolgozni.
Az album végül 2008 szeptemberében jelent meg, második helyen debütálva a Billboard 200 albumlistán. Lovato így idézte fel a sikert: „Olyan volt az egész, hogy oké, megcsináltad. Most már nem azért vagy sikeres, mert egy filmben szerepelsz a Jonas Brothers-szel. Ezek az emberek megvették a zenédet.” 2009 februárjában bemutatkozott Lovato sitcom sorozata, a Sonny, a sztárjelölt a Disney Channel műsorán. A Don’t Forget album ekkor kapott arany minősítést a RIAA-tól. Két kislemez, a Get Back és a La La Land jelent meg a kiadványról. 2009 januárjában Lovato bejelentette, hogy már dolgozik új albumán: „Más hangzása lesz, remélhetőleg jól sikerül. Sok rockot énekelek, de ezúttal sokkal inkább John Mayer-es dalokat akarok. Remélem, írhatok [dalokat] olyan emberekkel mint ő. Imádom a zenéjüket – csodás lenne.”

## Munkálatok

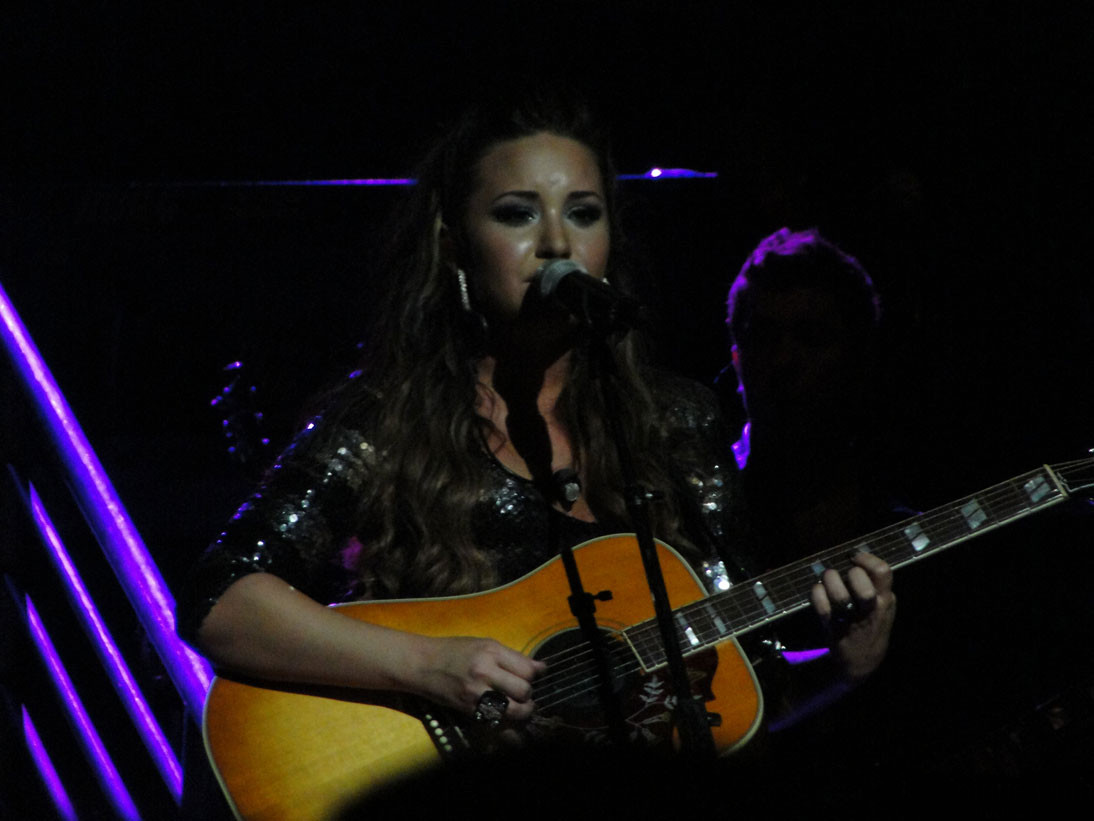
Lovato a Catch Me című dal előadása közben 2011-ben Los Angeles-ben.

2009 áprilisában – a dalszerzéssel párhuzamosan – Demi elkezdte felvenni dalait Jon McLaughlin és William Beckett mellett, közvetlenül a Sonny, a sztárjelölt első évad forgatásának befejeztével. Lovato szerint a dalszerzés közel hét alatt befejeződött, hiszen „teljes színész üzemmódról átkapcsoltam teljes album üzemmódba.” John Mayer-t nevezte meg fő inspirációjának, az ő stílusára épülő dalokat akart ő is kiadni. Mayer elfogadta az ajánlatot, hogy közreműködője legyen a lemeznek. Erről Demi így nyilatkozott: „Teljesen ledöbbentem. Több volt, mint egy vágyálom. Sosem hittem el, hogy ez valóra válik, de megtörtént. Adott egy esélyt, hogy egy fiatalabb előadóval dolgozzon a popbirodalomban.” Ketten együtt három dalt szereztek, melyek a World of Chances, Love Is the Answer és Shut Up and Love Me címeket kapták. Lovato szerint félelmetes volt a vele való közös munka, aggódott ugyanis, hogy nem fogja kedvelni az általa írt sorokat, viszont Mayer gratulált neki. A lemezre a három mű közül csak a World of Chances került fel végül. A szám Lovato első szerelmi csalódását dolgozza fel.
Lovato a For the Love of a Daughter című dalt Beckett-tel közreműködve készítette el. Habár nem tervezett személyes hangvételű dalokat az albumra, egy hosszú beszélgetés után mégis meggondolta magát. A szám édesapjával való elhidegült viszonyát vázolja fel, aki elhagyta a családot, mikor Demi mindössze kétéves volt. A felvétel nem került fel a kiadványra, hiszen túl komolynak érezte azt rajongói korosztályát figyelembe véve. Végül az énekes harmadik albumára, az Unbroken-re mégis felkerült 2011 szeptemberében, miután Lovato ott hagyta a Disney Channel-t.
Első lemezével ellentétben Lovato nem dolgozott a Jonas Brothers-szel, hiszen érdekelte, milyen hangzásvilágot alkot nélkülük. „Ők voltak a kizárólagos személyek, akikkel szereztem [dalt]. Egyszer írtam másokkal, és ezen a nyomon akartam haladni”, nyilatkozta Demi a New York Daily News-nak. Első albuma szerinte „nagyon Jonas-os” volt, és a Here We Go Again már „valami olyan, ami a szívemből jön. Sokkal inkább én vagyok.” Így is készült egy velük közös dal, a Stop the World. Az album fő producere ismét John Fields volt. Az egyetlen dal, melyet csak Demi írt a Catch Me címet kapta. Az énekes ezt szobájában írta, és többet jelent számára, mint az album összes többi száma.

## Kompozíció
A Here We Go Again komoloyabb hangzásvilággal rendelkezik az énekes előző albumánál, a Don’t Forget-nél. A dalszövegek immáron személyesek, hiszen a legtöbb számot a szerelem és a vágyakozás után történt csalódások inspirálták. Demi elárulta, a lemezzel nem egy témát akart megcélozni, a számok szerint „sokkal érettebbek, sokkal inkább rám jellemző.” Zeneileg a lemezen főleg pop-rock és power pop műfajokra építkezik. Egy interjú során Lovato így vélekedett: „kevésbé rockos, viszont annál érettebb”, R&B elemekkel vegyítve. A kiadvány első felvétele a címadó dal, melynek producere SuperSpy. Témája egy döntésképtelen fiú, akiben az énekes mégis lát valami ellenállhatatlant. A Solo a soron következő szám, melyet Lovato szerzett, producere John Fields. Fő témája az önbecsülés. A szintén SuperSpy produceri munkájával készült U Got Nothin’ on Me a 80-as évek glam metal-zenéjére építkezik.
A Falling Over Me-t Lovato és Jon McLaughlin szerezték, producere Fields volt. A dal a reménykedésről szól. Az ötödik szám, a Quiet a kapcsolatát átölelő kellemetlen csend megtöréséről szól. A Catch Me egy akusztikus ballada, melyet Lovato írt. Egy nem egészséges szerelmet vázol fel, amelynek Lovato a fájdalom ellenére sem vet véget. A hetedik felvétel, az Every Time You Lie egy jazz elemeket tartalmazó dal. A Got Dynamite Gary Clark, E. Kidd Bogart és Victoria Horn tollából származik, producere Clark volt. Pop-punk elemek és szintetizátor-használat jellemzi.
A kilencedik dal, a Stop the World szerzői Lovato és Nick Jonas voltak. Témája egy olyan szerelem, mely a külvilág tetszését egyáltalán nem nyeri el. Szerepel benne utalás a hírhedt bűnöző párosra, Bonnie and Clyde-ra is. Lovato a tizedik felvételt, a World of Chances-t John Mayer mellett írta az énekes. A Remember December a Demi-re nem jellemző szintipop műfajt képviseli, „egy kis techno”-val. Egy téli románcot idéz fel a dalban. Az Everything You’re Not-ot Toby Gad, Lindy Robbins és Demi írták. A szám témája ismét az önbecsülés. Az első bónusz dal, a Gift of a Friend producere és dalszerzője Adam Watts és Andy Dodd voltak. A So Far, So Great Aris Archontis, Jeannie Lurie és Chen Neeman szerzeménye. A szám egyben a Sonny, a sztárjelölt főcímdala is.

## Kereskedelmi fogadtatás
Az Egyesült Államokban a dal első helyen debütált a Billboard 200 albumlistán 108 000 eladott példánnyal. A lemez felülmúlta a Don’t Forget 89 000-es eladásait. A kiadvány a Disney Music Group negyedik olyan albuma volt 2009-ben, mely első helyet ért el. A második hetet 8. helyezésen töltötte a lemez 39 000-es eladások után. 2010 februárjában ismét fellendültek a kézbesítések, 369 000 lemezt adtak el. Kanadában a kanadai albumlistán ötödik helyen debütált, és öt hétig ott is maradt.
Ausztráliában a lemez 40. helyezéssel debütált az ARIA Albums Chart-on. Mexikóban 45. helyezéssel debütált, egészen 25. helyig jutott. Görögországban 36., Spanyolországban 35., a brit kislemezlistán 199. helyezést ért el. Japánban az Oricon albumlistán 141. lett. 2011 októberében az Ultratop listán (Belgium, Flandria) 88. pozícióval jelent meg.

## Promóció

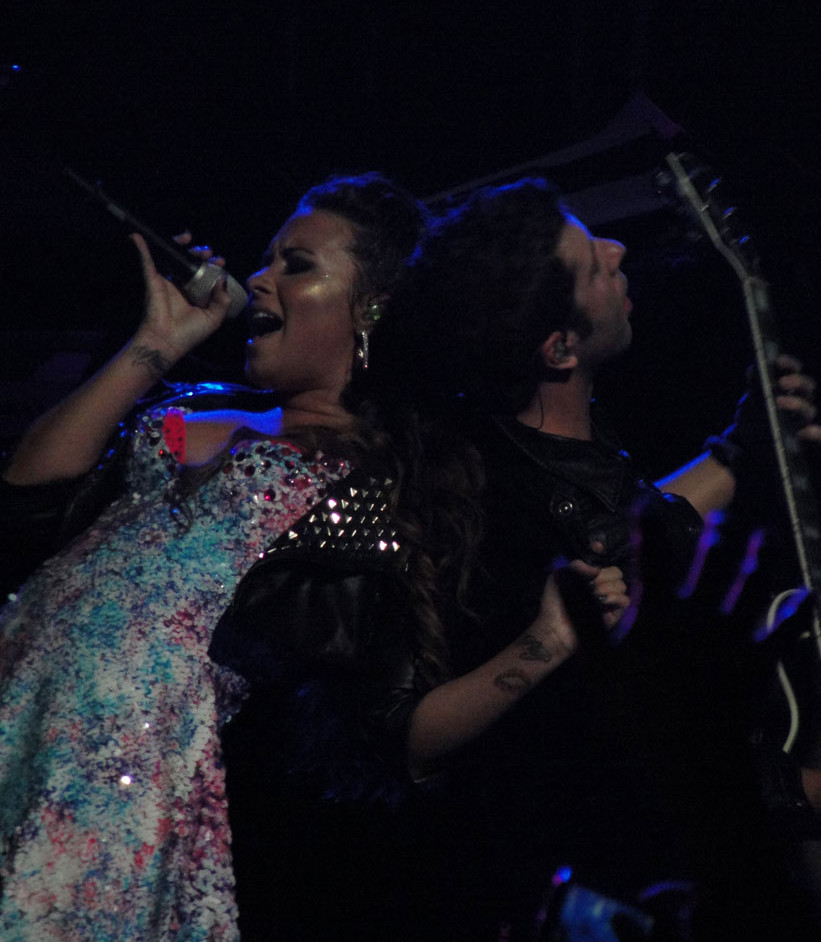
Lovato a Here We Go Again előadása közben az An Evening with Demi Lovato egyik állomásán.

2009. július 18-án a Radio Disney műsorán debütált az album, ahol Lovato egy interjút is adott. Másnap ismét sugározták a teljes anyagot, valamint a rádió honlapján július 18-tól 24-ig meghallgathatóak voltak a számok. 2009. július 17-én a The Tonight Show with Conan O'Brien vendége volt az énekes, ahol a címadó dalt énekelte el. Július 23-án a Catch Me mellett adta elő a Good Morning America-ban, majd ugyanezen a napon a The View-ban és a Late Night with Jimmy Fallon-ban is elénekelte a kislemezt. 2010 januárjában a BBC Switch vendége volt, hogy az Egyesült Királyságban is promotálhassa az albumot. Január 29-én a The Alan Titchmarsh Show-ban adta elő a Remember December-t.
2009-es nyári turnéján előző albumával együtt promotálta az újabb kiadváyt. 2009 június 21-én kezdődött a koncertkörút Hartford, Connecticut-ben. 2009. április 15-én David Archuleta-t jelentették be nyitóelőadóként, valamint Jordan Pruitt-et és a KSM-et egyes állomásokra. 2009. április 25-én kezdték el árusítani a jegyeket, de hivatalos rajongói klubjában már 15-től vásárolhatóak voltak.

## Kislemezek
A címadó dal, a Here We Go Again 2009. június 23-án jelent meg az album első kislemezeként digitális formában. A dal a Billboard Hot 100-on 59. helyen debütált, egészen 15. helyezésig jutott, ezzel Demi egyik legsikeresebb kislemeze lett. A dal 68. lett a Canadian Hot 100-on és 38. lett Új-Zélandon. A kritikusok pozitívan fogadták a dalt, Kelly Clarkson-szerűnek érezték. A dalhoz tartozó videóklip Brendan Malloy és Tim Wheeler rendezésében készült. 820 000 eladással kiérdelemelte az arany minősítést a RIAA-tól.
A Remember December 2010. január 18-án jelent meg, csak Európában. 80. helyezést ért el a brit kislemezlistán. A kritikusok főleg a dal refrénjént illették pozitív szavakkal. A dal videóklipjét Tim Wheeler rendezte, és a Rocktábor 2. – A záróbuli egyes szereplői is megjelentek benne. A Gift of a Friend a Csingiling és az elveszett kincs filmzenéjeként kapott videót, 2009. december 16-án jelent meg promóciós kislemezként.

## Számlista és formátumok
|     | Cím                           | Szerző(k)                                  | Producer(ek)             | Hossz |
| --- | ----------------------------- | ------------------------------------------ | ------------------------ | ----- |
| 1.  | Here We Go Again              | Isaac Hasson, Lindy Robbins, Mher Filian   | SuperSpy                 | 3:46  |
| 2.  | Solo                          | Demi Lovato, Scott Cutler Anne Preven      | John Fields              | 3:15  |
| 3.  | U Got Nothin’ on Me           | Lovato, Hasson, Filian                     | SuperSpy                 | 3:38  |
| 4.  | Falling Over Me               | Lovato, Jon McLaughlin, Fields             | Fields                   | 4:06  |
| 5.  | Quiet                         | Lovato, Cutler, Preven                     | Fields                   | 2:45  |
| 6.  | Catch Me                      | Lovato                                     | Fields                   | 3:10  |
| 7.  | Every Time You Lie            | Lovato, McLaughlin, Fields                 | Fields                   | 3:49  |
| 8.  | Got Dynamite                  | Gary Clark, E. Kidd Bogart, Victoria Horn  | Clark                    | 3:25  |
| 9.  | Stop the World                | Lovato, Nick Jonas, P.J. Bianco            | Fields                   | 3:34  |
| 10. | World of Chances              | Lovato, John Mayer                         | Fields                   | 2:51  |
| 11. | Remember December             | Lovato, Fields, Preven                     | Fields                   | 3:12  |
| 12. | Everything You’re Not         | Lovato, Toby Gad, Robbins                  | Fields                   | 3:43  |
| 13. | Gift of a Friend (bónusz dal) | Lovato, Adam Watts, Andy Dodd              | Dodd, Watts              | 3:25  |
| 14. | So Far, So Great (bónusz dal) | Aris Archontis, Jeannie Lurie, Chen Neeman | Archontis, Neeman, Lurie | 2:15  |

| 15. | Don’t Forget | Lovato, N. Jonas, Joe Jonas, Kevin Jonas II | Fields, Jonas Brothers | 3:43 |
| 16. | La La Land   | Lovato, N. Jonas, J. Jonas, K. Jonas        | Fields, Jonas Brothers | 3:16 |

| 15. | Here We Go Again (Sunset In Ibiza Remix) | Hasson, Robbins, Filian |  | 4:23 |
| 16. | Here We Go Again (videóklip)             |                         |  |      |
| 17. | Here We Go Again (Live at Wembly Arena)  |                         |  |      |
| 18. | Remember December (videóklip)            |                         |  |      |
| 19. | Remember December (színfalak mögött)     |                         |  |      |

| 1. | La La Land         |  |
| 2. | Get Back           |  |
| 3. | Don’t Forget       |  |
| 4. | Here We Go Again   |  |
| 5. | Trainwreck         |  |
| 6. | Until You’re Mine  |  |
| 7. | Two Worlds Collide |  |
| 8. | Remember December  |  |
| 9. | Party              |  |

## Közreműködők
Forrás:
| - Demi Lovato – dalszerzés, vokál - Aris Archontis – dalszerzés, producer, keverés - Tommy Barbarella – szintetizátor - Michael Bland – dob, programozás - E. Kidd Bogart – dalszerzés - Ken Chastain – ütés, programozás - Daphne Chen – hegedű - Lauren Chipman – brácsa - Gary Clark – dalszerzés, producer, hangszerek, programozás - Bob Clearmountain – keverés - Mathew Cooker – cselló - Jason Coons – mérnök - Dorian Crozier – mérnök, dob - Scott Cutler – dalszerzés - Andy Dodd – dalszerzés, producer - Richard Dodd – cselló - Geoff Dugmore – dob - John Fields – dalszerzés, producer, dob, basszusgitár, billentyűk, keverés, ütés, programozás, vokál - Mher Filian – dalszerzés, billentyűk, programozás - Nikki Flores – háttérvokál - Toby Gad – dalszerzés - Eric Gorfain – hegedű | - Paul David Hager – keverés - Isaac Hasson – dalszerzés, programozás, szintetizátor - Victoria Horn – dalszerzés - Nick Jonas – dalszerzés, gitár, dob, vokál - Chris Lord-Alge – keverés - Stephen Lu – szervező, karmester - Jeannie Lurie – dalszerzés, producer - John Mayer – dalszerzés, gitár - Jon McLaughlin – dalszerzés, zongora, szintetizátor, háttérvokál - Steven Miller – mérnök - Chen Neeman – dalszerzés, producer - Will Owsley – gitár, szintetizátor, vokál - Radu Pieptea – hegedű - P.J. Biano – dalszerzés - Wes Precourt – hegedű - Anne Preven – dalszerzés - Lindy Robbins – dalszerzés, háttérvokál - David Sage – brácsa - Simon Sampath-Kumar – mérnök - SuperSpy – producerek, mérnökök - Adam Watts – dalszerzés, producer |

## Albumlistás helyezések
| Albumlista (2009–11)        | Legjobb helyezés |
| --------------------------- | ---------------- |
| Ausztrál albumlista         | 40               |
| Belga albumlista (Flandria) | 88               |
| Brazil albumlista           | 20               |
| Kanadai albumlista          | 5                |
| Görög albumlista            | 5                |
| Olasz albumlista            | 96               |
| Japán albumlista            | 141              |
| Mexikói albumlista          | 25               |
| Új-zélandi albumlista       | 10               |
| Spanyol albumlista          | 35               |
| Brit albumlista             | 199              |
| Billboard 200               | 1                |

| Kislemezlista (2009) | Helyezés |
| -------------------- | -------- |
| Billboard 200        | 109      |

| Ország   | Minősítés |
| -------- | --------- |
| Brazília | Platina   |
| Kanada   | Arany     |
| Chile    | Platina   |

## Megjelenések
| Ország             | Dátum               | Formátum               | Kiadó       |
| ------------------ | ------------------- | ---------------------- | ----------- |
| Egyesült Államok   | 2009. július 21.    | CD, digitális letöltés | Hollywood   |
| Ausztrália         | 2009. augusztus 11. | Digitális letöltés     | Hollywood   |
| Új-Zéland          | 2009. augusztus 11. | Digitális letöltés     | Hollywood   |
| Németország        | 2009. október 2.    | Digitális letöltés     | Hollywood   |
| Németország        | 2009. október 16.   | CD                     | Universal   |
| Egyesült Királyság | 2010. február 22.   | CD, digitális letöltés | Fascination |
| Japán              | 2010. március 3.    | CD, digitális letöltés | Avex Trax   |